# Debay Telatgen
Debay Telatgen est un des 105 woredas de la région Amhara, en Éthiopie.

## Situation
Situé dans la zone Misraq Godjam de la région Amhara, le woreda est bordé à l'extrême sud par Dejen, au sud-ouest par Awabel, à l'ouest par Sinan (en), au nord-ouest par Bibugn, au nord par Hulet Ej Enese, au nord-est par Enarj Enawga, et à l'est par Enemay.
La ville principale s'appelle Kuyi.

## Démographie
D'après le recensement national de 2007 réalisé par l'Agence centrale de statistique d'Ethiopie, le woreda compte 128 045 habitants, soit une augmentation de 28% par rapport au recensement de 1994. Environ 4% de la population est citadine. Avec une superficie de 626,14 km2, le woreda a une densité de population de 204,5 personnes par km2 ce qui est supérieur à la moyenne de la zone. La quasi-totalité des habitants (99.43%) déclare pratiquer le christianisme orthodoxe éthiopien.